# تئاتر هند
بیشتر دست اندر کاران تئاتر غربی به تئاتر هند علاقه‌مند بودند، ژان ماری به این اعتقاد دارد که هنرمندان غربی که علاقه به تئاتر هند دارند از سر کنجکاوی نیست بلکه به عنوان در نظر داشتن انواع ظرفیت‌های جسمانی و ذهنی هنر است.
تئاتر هند در بر دارندهٔ پرتو آرای فلسفی و علمی است. تئاتر آتنای سیاه (برنال،۱۹۸۷) در بر دارندهٔ رابطه میان تمدن مصر و یونان است. که آنجه در ۱۵۰ سال اخیر رخ داد را نشان می‌دهد، یا هند و سیمای رمانتیک که نشان دهندهٔ تصورات ((خاورشناسان)) و داستان نویسان اروپایی ،صحنه و کارگاه بدن می‌گوید شیفتگی هنرمندان غربی به تئاتر آسیایی ناشی از نوعی درک شهودی است.
نمایشگران هندی در بعضی از سنت‌ها آموزش‌های بسیار سختی می‌بینند، که اغلب در سن و سطحی انجام می‌شود که یادآور تادیب رهبانی است و هم سطح آموزش‌های غربی است که یاد می‌گیرند. معمولاً نمایشگران در سنت گورو آموزش می‌بینند. مربی از بالاترین درجهٔ احترام برخوردار است و این کارها بیشتر برای نشان دهندهٔ تاتیاساستر یا همان کمک به دریافت‌کننده قبرای درک ابعاد دیگر هستی است.

## تئاتر هند در جهان معاصر
تئاتر هند مانند مفهوم هندی بودن مسئله‌ای قابل بحث و نوعی بحران فرهنگی است، که بسیار پیچیده و فرا تر از تئاتر است و بحث را به سمت نوعی مسائل فرهنگی می‌برد.
از زمان استقلال به بعد، بعضی از واحدهای کوچک درگیر قالب‌های متعدد تئاتر ((کنش گر)) مانند ((سازمان تئاتر مردمی هند)),((جبههٔ تئاتر مردمی))،فعالان تئاتر دیگر یا مدرسه‌هایی را هدایت کردند که تلفیقی از اشکال سنتی و دغدغه‌های معاصر را به کار می‌برند.
نویسندگان و کارگردانانی چون حبیب تنویر، کی. ان، پانیکار، بی. وی، کارانت نوعی پیچیدگی و تنوع را به نمایش می‌گذارند که نمایشگر رشد و توسعهٔ متفاوت و ناهمخوان در زیبایی‌شناسی نمایش و نیز در سیاست‌های بازنمایی و ایدئولوژی‌های فردی است.
و مانیپور یکی از تئاتر معاصر بوده‌است، نویسندگان برجسته‌ای داشته مثلاً جی. سی، تونگبرا که بازیگر نویسنده و مترجم و ترانه سرا هم بود و جوایز منطقه‌ای و ملی بسیاری نیز دریافت کرد.

## تئاتر هند در جهان امروز
نمایش راهی است برای:
منسجم تر، همگن تر، کامل تر، مهیاتر، داناتر، گسترده‌تر، آزادتر، پرمعناتر، مهم تر، پربارتر، غیر شرطی تر، قدرتمند تر شویم.
اهمیت کارهای نمایشی در هند و مناطق دیگر از یک سو این است که نمایش را در دل کردوکار سیاسی و اجتماعی جای دهند.
نمایش فعال و مشارکت جوست و جمعیت می‌بخشد و وجدآور است، و احساسات را بیان می‌کندو به دلیل دور زدن بسیاری از موانعی که مربوط ((توانش)) زبانی یا مرتبه پایگانی است.